# Uitwijkse Molen
De Uitwijkse Molen is een poldermolen uit 1700, gelegen aan de Uppelse Steeg tussen Uppel en Sleeuwijk in de Noord-Brabantse gemeente Altena. Eigenaar is Molenstichting Land van Heusden en Altena.
De molen is een zogenaamde wipmolen en is in gebruik geweest als poldermolen. Samen met de in 1907 afgebrande Rijswijkse Molen werd de polder Rijswijk en Uitwijk bemalen. In totaal stonden er zeven molens bij elkaar. In 1927 werd het gevlucht door een windvlaag van de molen gerukt, waarna hij hersteld werd. De Uitwijkse Molen is tot 1962 in bedrijf geweest en is in 1966-1967 gerestaureerd, waarna hij regelmatig op vrijwillige basis in werking wordt gezet. De afgelopen jaren wordt steeds duidelijker merkbaar dat groot onderhoud nodig is. In september 2010 werden beiden roeden gestreken voor een grote restauratie, die eind 2011 klaar was. Op korte afstand ligt de Zandwijkse Molen.
|  |
|  |